# 麻雀群狼記 ゴロ
『麻雀群狼記 ゴロ』（マージャンぐんろうき ゴロ）は、原作：来賀友志、作画：嶺岸信明による日本の漫画作品、およびそれを原作とするOV。『近代麻雀』（竹書房）にて2009年8月1日号から2011年8月1日号まで連載された。単行本は全4巻。

## 概要
賭け麻雀で生計を立てる雀ゴロたちの駆け引きを描いていく物語。2011年にはOV化もされている。
登場人物とその名前、雀風（麻雀の打ち筋のスタイル）の大半は、実在するプロ雀士がモチーフとなっている（例：安斉雅→安藤満、荒川政喜→荒正義など）。

## あらすじ
食道癌により体を蝕まれ、今に朽ち果てようとしている入院中の男・安斉雅（あんざいまさる）は、自分の麻雀漬けの人生は是か非か己に問いかけていた。かつての仲間ともう一度麻雀を打ちたいと思い、もう少し「地獄の閻魔さん」に抗うことを決意した。
時代は遡り1980年代。深夜テレビ番組『11PM』が口火となった第二次麻雀ブームは、全国に増えた麻雀ファンの男たちが麻雀に魅了され、腕一本でのし上がろうとする者、同時に麻雀プロを目指す若者たちにとっては雀荘で鍔迫り合いが行われる蜜月時代と化していた。悪徳不動産屋から賭け麻雀で生計を立てる雀ゴロへと道を変えた安斉雅も、その1人であった。安斉は、「若手最強集団」と評される「哮るの会」（たけるのかい）のメンバーの1人として参加し、日々死ぬ気の麻雀を打ち続け、その青春の日々を謳歌していた。

## 登場人物

### 哮るの会
（たけるのかい）
朝丘輝が創設した雀士グループ。若手最強集団と称され、そのメンバーは名の知れた猛者たちが集う。様々な雑誌企画などで雀ゴログループの挑戦を受け付けており、毎回挑む者は自身の実力を誇示する麻雀狂いの猛者がほとんど。また、暗黙のルールとして「雀荘のダンベエ（カモ）は絶対に殺してはならない」がある。
安斉雅（あんざい まさる）
本作の主人公。28歳。「哮るの会」の秘密兵器。悪徳不動産屋から雀ゴロに鞍替えした経緯を持つ。麻雀に対する熱意は本物で、「死ぬ気で麻雀を打ち、死ぬ気で生きる」と豪語するほど。そのとき麻雀を侮辱したチンピラに対しては「親の文句は許してもよ 麻雀の文句だけは許さねえ!!」と言い放った。高レートの場が立たないときでもピン雀で凌ぐ日常を送っている。その時の所持金として10万円とベルトの裏側に隠し銭として1万円を縫い付けている。麻雀以外にも競輪や競艇もやっている。
父親は香具師の元締めでテキ屋の頭領。少年時代はその影響で町の住民は「坊ちゃん」と表面上では慕い、影では小僧と蔑まされた、人間の建前と本音の狭間で生きてきたため「誰にも負けたくない」という想いで「天職に一番近い麻雀で自分の力だけで喰っていく」という信念を持つようになった。
麻雀ではクズ手の状態でも相手の捨て牌を鳴いてでも和了る「凌ぎの麻雀」が特技。このフォームは、荒川曰く「役のないところに役を作る"安斉流"」。それに比喩される「渋太い」という言葉は自身にとって麻雀でも人生でも最大の褒め言葉であるとしている。酒好き。
後年（プロローグ）では食道癌により体を蝕まれ、自身の麻雀人生が是か非か己に問いかけていた。そのなかで、自分と仲間で麻雀で打ってきた運を足して、運命に抗い麻雀を打つ決意をしていた。
なお、「クズ手の状態で鳴いて流れを変える」雀風や、後年は食道がんに蝕まれるなどの共通点が、実在したプロ雀士の安藤満と酷似している。
小山（こやま）
安斉の相棒的存在。安斉を「安（あん）ちゃん」と呼び慕う。眼鏡と長髪が特徴。
佐々村賢
通称「ササケン」。
荒川政喜

北田秀一

山岡信二
通称「山信」。
朝丘輝
「哮るの会」の創設者。執筆活動と雀豪の二つの顔を持つ。ヤクザを嫌っており、ヤクザの賭場に出入りする安斉に対して「プロとして誌上に出さない」と宣言する。

### 麻雀維新会
窪田弘基
麻雀維新会の頭で、渋谷の雀荘「東」の経営者。伊原とは元同級生。
伊原優二
麻雀維新会の1人で窪田の元同級生。

## 書籍
- 来賀友志・嶺岸信明 『麻雀群狼記 ゴロ』 竹書房〈近代麻雀コミックス〉、全4巻
  1. 2010年1月27日発売[1]、ISBN 978-4-8124-7230-9
  2. 2010年9月27日発売[2]、ISBN 978-4-8124-7454-9
  3. 2011年2月17日発売[3]、ISBN 978-4-8124-7506-5
  4. 2011年8月17日発売[4]、ISBN 978-4-8124-7651-2

## OV版
2011年2月18日にGPミュージアムソフトよりOVをリリース。

### 出演
- 安斉雅(雀ゴロ)：金子昇
- 伊原優二：本宮泰風
- 「麻雀維新会」代表 窪田弘基：大浦龍宇一
- 大竹一重
- 松田賢二
- 中泉英雄
- 宮内知美
- 勝又誉文
- 五十嵐康陽

### スタッフ
- 監督：井出良英
- 企画：西健二郎
- プロデューサー：原和政、川上泰弘、岩下英雅
- 脚本：小沼雄一、井出良英
- 撮影：小林嘉弘
- 照明：小川大介
- 録音：山田均
- 制作協力：パラレル
- 製作：ミュージアムピクチャーズ